# Смирна (Јаломица)
Смирна (рум. Smirna) насеље је у Румунији у округу Јаломица у општини Гривица. Oпштина се налази на надморској висини од 36 m.

## Становништво
Према подацима из 2002. године у насељу је живело 1162 становника, од којих су сви румунске националности.